# Budynek szpitalny na Wawelu
Budynek dawnego szpitala Armii Austro-Węgier – budowla znajdująca się w Krakowie na wzgórzu wawelskim.
Od roku 1846, po wcieleniu Rzeczypospolitej Krakowskiej do Austrii, na Wawelu stacjonowało wojsko austriackie. Zamek zamieniono w koszary artylerzystów. Po rozpoczęciu fortyfikowania Krakowa (od 1850 roku) armia austriacka podjęła prace mające przekształcić wzgórze w cytadelę. Budynek wzniesiono według projektu architekta Feliksa Księżarskiego w latach 1853-1856 z przeznaczeniem na szpital wojskowy. 
W początkach XX wieku, po wybudowaniu ze składek polskiego społeczeństwa Galicji i Lodomeri oraz innych zaborów, nowych koszar artylerzystów i szpitala armia austriacka opuściła wzgórze i budynek przeszedł w ręce cywilne. 
Po II wojnie światowej do 1991 znajdowały się w nim reprezentacyjne apartamenty Urzędu Rady Ministrów. Później obiekt przeznaczono na reprezentacyjne apartamenty Kancelarii Prezydenta RP. Obecnie mieści się w nim Centrum Wystawowo-Konferencyjne Zamku Królewskiego na Wawelu oraz mieszkania pracowników wawelskich.

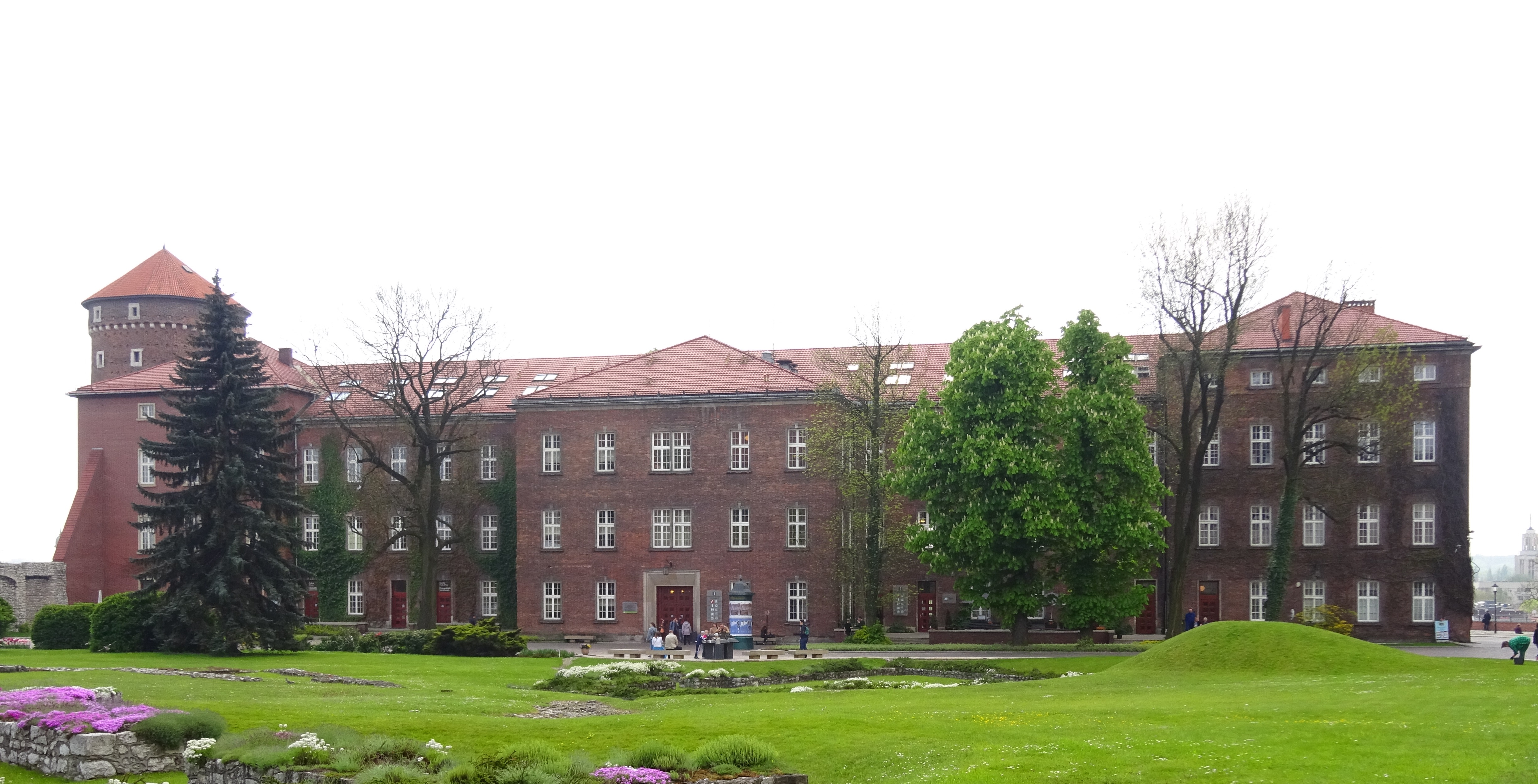
Widok szpitala austriackiego od strony dziedzińca zewnętrznego